# Kongo na Letnich Igrzyskach Olimpijskich 2016
Kongo na Letnich Igrzyskach Olimpijskich 2016 reprezentowało  dziesięcioro zawodników : siedmiu mężczyzn i trzy kobiety. Był to dwunasty start reprezentacji Kongo na letnich igrzyskach olimpijskich.

## Skład reprezentacji

### Boks
Mężczyźni
| Zawodnik            | Konkurencja          | 1/16               | 1/8              | Ćwierćfinał      | Półfinał         | Finał            | Finał   | Źródło |
| Zawodnik            | Konkurencja          | Przeciwnik Wynik   | Przeciwnik Wynik | Przeciwnik Wynik | Przeciwnik Wynik | Przeciwnik Wynik | Miejsce | Źródło |
| ------------------- | -------------------- | ------------------ | ---------------- | ---------------- | ---------------- | ---------------- | ------- | ------ |
| Dival Malonga       | waga lekkopółśrednia | Gʻoibnazarov P TKO | NQ               | NQ               | NQ               | NQ               | NQ      | [ 1 ]  |
| Anauel Ngamissengue | waga średnia         | Abbadi P 0-3       | NQ               | NQ               | NQ               | NQ               | NQ      | [ 2 ]  |

### Judo
| Zawodnik           | Konkurencja | 1/32              | 1/16             | 1/8              | Ćwierćfinał      | Półfinał         | Repasaże         | Finał/ 3.miejsce | Finał/ 3.miejsce | Źródło |
| Zawodnik           | Konkurencja | Przeciwnik Wynik  | Przeciwnik Wynik | Przeciwnik Wynik | Przeciwnik Wynik | Przeciwnik Wynik | Przeciwnik Wynik | Przeciwnik Wynik | Pozycja          | Źródło |
| ------------------ | ----------- | ----------------- | ---------------- | ---------------- | ---------------- | ---------------- | ---------------- | ---------------- | ---------------- | ------ |
| Deo Gracia Ngokaba | +100 kg     | Meyer P 000 - 100 | NQ               | NQ               | NQ               | NQ               | NQ               | NQ               | NQ               | [ 3 ]  |

### Lekkoatletyka
Mężczyźni
Konkurencje techniczne
| Zawodnik      | Konkurencja    | Kwalifikacje | Kwalifikacje | Finał | Finał   | Źródło |
| Zawodnik      | Konkurencja    | Wynik        | Miejsce      | Wynik | Miejsce | Źródło |
| ------------- | -------------- | ------------ | ------------ | ----- | ------- | ------ |
| Franck Elemba | pchnięcie kulą | 20,45        | 11.          | 21,20 | 4.      | [ 4 ]  |

Kobiety
Konkurencje biegowe
| Zawodnik       | Konkurencja | Eliminacje | Eliminacje | Ćwierćfinał | Ćwierćfinał | Półfinał | Półfinał | Finał | Finał   | Źródła |
| Zawodnik       | Konkurencja | Wynik      | Miejsce    | Wynik       | Miejsce     | Wynik    | Miejsce  | Wynik | Miejsce | Źródła |
| -------------- | ----------- | ---------- | ---------- | ----------- | ----------- | -------- | -------- | ----- | ------- | ------ |
| Cecilia Bouele | 100 m       | 11,98      | 2.         | 12,18       | 58.         | NQ       | NQ       | NQ    | NQ      | [ 5 ]  |

### Pływanie
| Zawodnik           | Konkurencja            | Eliminacje | Eliminacje | Półfinał | Półfinał | Finał | Finał   | Źródło |
| Zawodnik           | Konkurencja            | Czas       | Miejsce    | Czas     | Miejsce  | Czas  | Miejsce | Źródło |
| ------------------ | ---------------------- | ---------- | ---------- | -------- | -------- | ----- | ------- | ------ |
| Dienov Andres Koka | 50 m dowolnym mężczyzn | 28,00      | 82.        | NQ       | NQ       | NQ    | NQ      | [ 6 ]  |
| Bellore Sangala    | 50m dowolnym kobiet    | 33,71      | 81.        | NQ       | NQ       | NQ    | NQ      | [ 7 ]  |

### Tenis stołowy
| Zawodnik    | Konkurencja        | Eliminacje       | Runda 1            | Runda 2          | Runda 3          | 1/8 finału       | Ćwierćfinały     | Półfinały        | Finał            | Finał   | Źródło |
| Zawodnik    | Konkurencja        | Przeciwnik Wynik | Przeciwnik Wynik   | Przeciwnik Wynik | Przeciwnik Wynik | Przeciwnik Wynik | Przeciwnik Wynik | Przeciwnik Wynik | Przeciwnik Wynik | Pozycja | Źródło |
| ----------- | ------------------ | ---------------- | ------------------ | ---------------- | ---------------- | ---------------- | ---------------- | ---------------- | ---------------- | ------- | ------ |
| Suraju Saka | gra pojedyncza (m) | Afanador P 3 - 4 | NQ                 | NQ               | NQ               | NQ               | NQ               | NQ               | NQ               | NQ      | [ 8 ]  |
| Wang Jianan | gra pojedyncza (m) | Assar W 4 - 3    | Tsuboi W 4 - 0     | Karlsson P 1 - 4 | NQ               | NQ               | NQ               | NQ               | NQ               | NQ      | [ 8 ]  |
| Han Xing    | gra pojedyncza (k) | Lariba W 4 - 0   | Sawettabut P 3 - 4 | NQ               | NQ               | NQ               | NQ               | NQ               | NQ               | NQ      | [ 9 ]  |